# Prionostemma serrulatum
Prionostemma serrulatum is een hooiwagen uit de familie Sclerosomatidae.